# 얀나 후르메린타
얀나마리 후르메린타(핀란드어: Janna-Mari Hurmerinta, 1981년 12월 20일 ~ )는 핀란드의 가수이다.